# Bąkowo (powiat inowrocławski)
Bąkowo – osada w Polsce położona w województwie kujawsko-pomorskim, w powiecie inowrocławskim, w gminie Dąbrowa Biskupia.
W latach 1975–1998 miejscowość należała administracyjnie do województwa bydgoskiego.
Według Narodowego Spisu Powszechnego (III 2011 r.) osada liczyła 191 mieszkańców. Jest dziesiątą co do wielkości miejscowością gminy Dąbrowa Biskupia.